# Noorderhaven (Rotterdam)

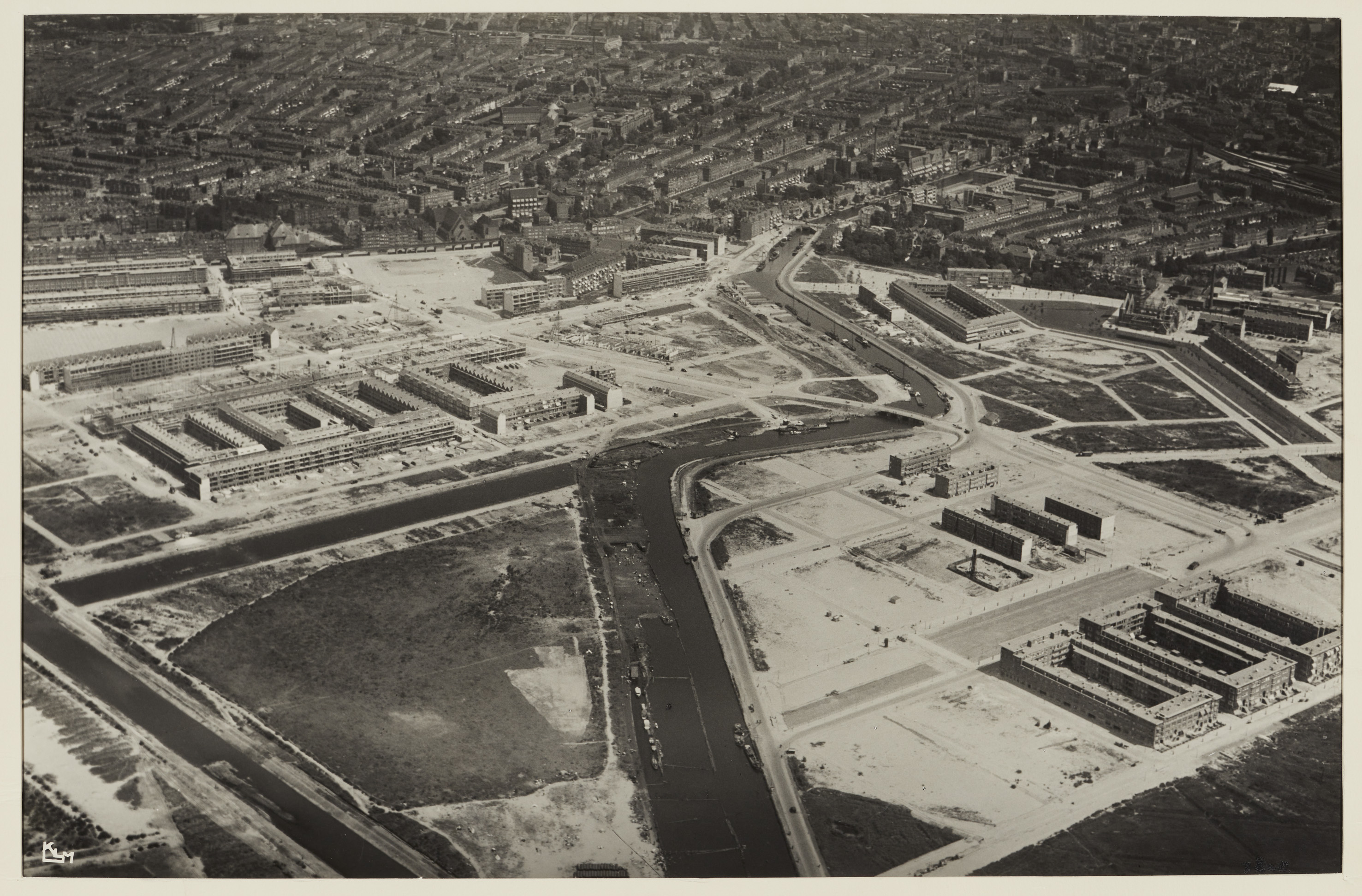
Luchtopname van de Rotterdamse Schie en omgeving, met de Noorderhaven en het Noorderkanaal in aanleg, 1933

De Noorderhaven was een tijdelijke haven in het noorden van Rotterdam, die tussen 1931 en 1940 in gebruik was als verbinding tussen de Rotterdamse Schie en het Noorderkanaal.
Dit kanaal werd noodzakelijk doordat de Rotterdamse Schie (gedeeltelijk) werd gedempt voor de bouw van de wijk Blijdorp.
Na de demping van de Noorderhaven in 1941, deels met puin van het Bombardement van 14 mei 1940, werd het aldus ontstane terrein voornamelijk gebruikt voor de bouw van scholen. Plannen voor de demping van de Noorderhaven bestonden overigens al vóór de oorlog. De opkomst van de vrachtwagen zorgde voor een sterke afname in het gebruik van de vaarwegen.
De plek waar de haven oorspronkelijk lag is nog steeds makkelijk te vinden, namelijk aan de Noorderhavenkade. Deze straat vormt de scheiding tussen de wijken Blijdorp en Bergpolder. In 1955/1956 werd op deze plek de eerste openbare rolschaatsbaan van Rotterdam aangelegd.
Tussen 1868 en 1874 had Rotterdam ook een Noorderhaven: dit is de huidige Koningshaven. Bij het bezoek van Koning Willem III in 1874 kreeg de Noorderhaven zijn huidige naam.